# Peter Høgsted
 Der er for få eller ingen kildehenvisninger i denne artikel, hvilket er et problem. Du kan hjælpe ved at angive troværdige kilder til de påstande, som fremføres i artiklen.

Peter Høgsted, født, 10. december 1968 i Randers varadministrerende direktør i Coop Danmark fra2013 til 2020. Han blev student fra Randers Statsskole i 1988.
I studentertiden var han kassemedarbejder i FDB, hvor han efterhånden kom til at arbejde med markedsføring og HR.
I 1995 blev Høgsted personalechef hos IKEA Danmark, som i 1997 gjorde ham til markedschef, i 2000 til øverste chef i Danmark, i 2003 i England og i 2005 blev han medlem af IKEAs globale koncernledelse.
Mens han var i ledelsen af IKEA Danmark gennemførte han, at personalet måtte bære tørklæde i arbejdstiden, og at kasseassistenternes månedsløn steg med 4-5000 kr.
I 2008 indtrådte Peter Høgsted i ledelsen af den engelske byggemarkedskæde Kingfisher, som han forlod i 2012 for så i 2013 at blive øverste chef for Coop Danmark, som afskedigede ham i august 2020. Han blev erstattet med Kræn Østergaard Nielsen.

## Eksterne kilder
- Berlingske Business 20/7 2014